# هيثم الدخلاوي
هيثم الدخلاوي هو مصارع تونسي. حصل على ميداليتين في بطولة المصارعة الأفريقية.

## حياته المهنية
شارك في بطولة التصفيات الأولمبية لأفريقيا وأوقيانوسيا 2016م على أمل التأهل إلى دورة الألعاب الأولمبية الصيفية 2016 في ريو دي جانيرو. تم إقصاؤه في مباراته الثانية من قبل جيسون أفريكانر من ناميبيا.
في عام 2018م، فاز بالميدالية الفضية في فئة 65 كجم في بطولة المصارعة الأفريقية 2018م التي أقيمت في بورت هاركورت في نيجيريا. بعد ذلك بعامين، حصل على الميدالية الذهبية في فئة 70 كلغ في بطولة إفريقيا للمصارعة التي أقيمت في الجزائر العاصمة.
تأهل لبطولة التصفيات الأولمبية لأفريقيا وأوقيانوسيا 2021 لتمثيل تونس في دورة الألعاب الأولمبية الصيفية 2020 في طوكيو في اليابان.

## النتائج الرئيسية
| عام  | المسابقة                  | مكان                      | نتيجة  | حدث        |
| ---- | ------------------------- | ------------------------- | ------ | ---------- |
| 2018 | بطولات المصارعة الافريقية | بورت هاركورت ، نيجيريا    | الثاني | حرة 65 كجم |
| 2020 | بطولات المصارعة الافريقية | الجزائر العاصمة ، الجزائر | الأول  | حرة 70 كجم |